# Liste der Inseln im Houtman-Abrolhos-Archipel
Im Houtman-Abrolhos-Archipel nahe der Westküste von Australien liegen über 150 Inseln. Etwa 100 hiervon sind offiziell benannt. Die Inseln verteilen sich auf drei Gruppen (Nord nach Süd): Wallabi Group, Easter Group und Pelsaert Group.
In der nachfolgenden (unvollständigen) Tabelle sind nur die offiziell benannten Inseln aufgelistet.

## Tabelle der Inseln
| Inselname             | Koordinaten                   | Gruppe         | Untergruppe       | Fläche (in ha) |
| --------------------- | ----------------------------- | -------------- | ----------------- | -------------- |
| 1 Island              | 28° 54′ 34″ S, 113° 52′ 55″ O | Pelsaert Group | Numbered Islands  | 1,766          |
| 2 Island              | 28° 54′ 34″ S, 113° 52′ 42″ O | Pelsaert Group | Numbered Islands  | 0,321          |
| 3 Island              | 28° 54′ 24″ S, 113° 52′ 16″ O | Pelsaert Group | Numbered Islands  | 1,717          |
| 7 Island              | 28° 54′ 22″ S, 113° 51′ 21″ O | Pelsaert Group | Numbered Islands  | 0,442          |
| 8 Island              | 28° 53′ 56″ S, 113° 51′ 36″ O | Pelsaert Group | Numbered Islands  | 0,615          |
| Akerstrom Island      | 28° 28′ 30″ S, 113° 41′ 51″ O | Wallabi Group  |                   | 1,207          |
| Alcatraz Island       | 28° 27′ 43″ S, 113° 43′ 18″ O | Wallabi Group  |                   | 0,072          |
| Alexander Island      | 28° 40′ 26″ S, 113° 49′ 44″ O | Easter Group   |                   | 12,861         |
| Arthur Island         | 28° 53′ 55″ S, 114° 0′ 12″ O  | Pelsaert Group |                   | 0,567          |
| Barge Rock            | 28° 27′ 2″ S, 113° 43′ 17″ O  | Wallabi Group  |                   | 0,139          |
| Basile Island         | 28° 52′ 33″ S, 113° 57′ 38″ O | Pelsaert Group |                   | 1,055          |
| Beacon Island         | 28° 28′ 35″ S, 113° 47′ 2″ O  | Wallabi Group  |                   | 2,768          |
| Burnett Island        | 28° 52′ 22″ S, 113° 57′ 47″ O | Pelsaert Group |                   | 2,378          |
| Burton Island         | 28° 51′ 59″ S, 113° 59′ 6″ O  | Pelsaert Group |                   | 1,273          |
| Bushby Island         | 28° 43′ 25″ S, 113° 47′ 7″ O  | Easter Group   |                   | 0,625          |
| Bynoe Island          | 28° 39′ 54″ S, 113° 52′ 31″ O | Easter Group   | Eastern Islands   | 3,099          |
| Campbell Island       | 28° 41′ 44″ S, 113° 50′ 5″ O  | Easter Group   |                   | 9,298          |
| Coronation Island     | 28° 52′ 14″ S, 113° 59′ 7″ O  | Pelsaert Group |                   | 2,853          |
| Crake Island          | 28° 44′ 31″ S, 113° 48′ 57″ O | Easter Group   |                   | 0,548          |
| Dakin Island          | 28° 28′ 37″ S, 113° 48′ 25″ O | Wallabi Group  |                   | 0,804          |
| Davis Island          | 28° 54′ 53″ S, 113° 52′ 33″ O | Pelsaert Group | Numbered Islands  | 1,808          |
| Dick Island           | 28° 29′ 51″ S, 113° 45′ 56″ O | Wallabi Group  |                   | 3,476          |
| Disappearing Island   | 28° 47′ 3″ S, 113° 44′ 23″ O  | Easter Group   |                   | 0,096          |
| Diver Island          | 28° 52′ 2″ S, 113° 58′ 20″ O  | Pelsaert Group |                   | 0,299          |
| Dry Island            | 28° 44′ 22″ S, 113° 46′ 43″ O | Easter Group   |                   | 1,440          |
| East Wallabi Island   | 28° 26′ 23″ S, 113° 43′ 33″ O | Wallabi Group  |                   | 327,296        |
| Eastern Island        | 28° 27′ 55″ S, 113° 48′ 42″ O | Wallabi Group  |                   | 2,308          |
| Far Island            | 28° 27′ 40″ S, 113° 48′ 19″ O | Wallabi Group  |                   | 0,098          |
| First Sister          | 28° 28′ 39″ S, 113° 44′ 33″ O | Wallabi Group  |                   | 0,412          |
| Foale Island          | 28° 52′ 45″ S, 114° 0′ 20″ O  | Pelsaert Group |                   | 0,097          |
| Gaze Island           | 28° 51′ 50″ S, 113° 59′ 25″ O | Pelsaert Group |                   | 0,703          |
| Gibson Island         | 28° 41′ 13″ S, 113° 49′ 40″ O | Easter Group   |                   | 0,291          |
| Gilbert Island        | 28° 40′ 5″ S, 113° 49′ 34″ O  | Easter Group   |                   | 2,461          |
| Gregory Island        | 28° 53′ 55″ S, 114° 0′ 19″ O  | Pelsaert Group |                   | 0,849          |
| Gun Island            | 28° 53′ 17″ S, 113° 51′ 26″ O | Pelsaert Group |                   | 19,059         |
| Hall Island           | 28° 28′ 18″ S, 113° 48′ 36″ O | Wallabi Group  |                   | 0,072          |
| Helms Island          | 28° 40′ 10″ S, 113° 51′ 38″ O | Easter Group   | Eastern Islands   | 1,224          |
| Hummock Island        | 28° 48′ 2″ S, 114° 2′ 20″ O   | Pelsaert Group |                   | 2,856          |
| Iris Refuge Island    | 28° 52′ 48″ S, 114° 0′ 16″ O  | Pelsaert Group |                   | 0,108          |
| Jackson Island        | 28° 52′ 17″ S, 114° 0′ 10″ O  | Pelsaert Group |                   | 1,742          |
| Joe Smith Island      | 28° 40′ 55″ S, 113° 51′ 28″ O | Easter Group   | Eastern Islands   | 0,434          |
| Jon Jim Island        | 28° 59′ 14″ S, 113° 57′ 34″ O | Pelsaert Group |                   | 0,386          |
| Keru Island           | 28° 43′ 34″ S, 113° 49′ 57″ O | Easter Group   |                   | 4,156          |
| Lagoon Island         | 28° 52′ 22″ S, 113° 59′ 39″ O | Pelsaert Group |                   | 0,583          |
| Leo Island            | 28° 41′ 22″ S, 113° 51′ 36″ O | Easter Group   | Eastern Islands   | 24,073         |
| Little Jackson Island | 28° 52′ 20″ S, 114° 0′ 14″ O  | Pelsaert Group |                   | 1,200          |
| Little North Island   | 28° 37′ 51″ S, 113° 52′ 53″ O | Easter Group   | Eastern Islands   | 4,350          |
| Little Pigeon Island  | 28° 27′ 49″ S, 113° 43′ 20″ O | Wallabi Group  |                   | 1,660          |
| Little Rat Island     | 28° 43′ 41″ S, 113° 47′ 7″ O  | Easter Group   |                   | 7,909          |
| Little Roma Island    | 28° 44′ 7″ S, 113° 46′ 51″ O  | Easter Group   |                   | 0,087          |
| Long Island           | 28° 28′ 20″ S, 113° 46′ 21″ O | Wallabi Group  |                   | 11,199         |
| Marinula Island       | 28° 28′ 31″ S, 113° 41′ 57″ O | Wallabi Group  |                   | 0,201          |
| Middle Island         | 28° 54′ 31″ S, 113° 54′ 36″ O | Pelsaert Group |                   | 21,759         |
| Morley Island         | 28° 44′ 47″ S, 113° 48′ 45″ O | Easter Group   |                   | 11,152         |
| Murray Island         | 28° 53′ 53″ S, 113° 53′ 47″ O | Pelsaert Group |                   | 4,324          |
| Newbold Island        | 28° 52′ 54″ S, 114° 0′ 19″ O  | Pelsaert Group |                   | 0,072          |
| Newman Island         | 28° 51′ 48″ S, 113° 59′ 42″ O | Pelsaert Group | Mangrove Group    | 6,442          |
| Nook Island           | 28° 51′ 58″ S, 113° 59′ 57″ O | Pelsaert Group |                   | 0,152          |
| North Island          | 28° 18′ 9″ S, 113° 35′ 41″ O  | Wallabi Group  |                   | 182,481        |
| Oystercatcher Island  | 28° 27′ 48″ S, 113° 42′ 47″ O | Wallabi Group  |                   | 4,775          |
| Pelican Island        | 28° 27′ 36″ S, 113° 40′ 34″ O | Wallabi Group  |                   | 0,338          |
| Pelsaert Island       | 28° 55′ 45″ S, 113° 58′ 27″ O | Pelsaert Group |                   | 155,628        |
| Pigeon Island         | 28° 27′ 18″ S, 113° 43′ 34″ O | Wallabi Group  |                   | 4,249          |
| Plover Island         | 28° 28′ 5″ S, 113° 42′ 43″ O  | Wallabi Group  |                   | 0,265          |
| Post Office Island    | 28° 51′ 53″ S, 113° 58′ 28″ O | Pelsaert Group | Mangrove Group    | 7,002          |
| Rat Island            | 28° 42′ 56″ S, 113° 47′ 2″ O  | Easter Group   |                   | 65,258         |
| Robertson Island      | 28° 52′ 58″ S, 114° 0′ 20″ O  | Pelsaert Group |                   | 0,439          |
| Roma Island           | 28° 43′ 57″ S, 113° 47′ 6″ O  | Easter Group   |                   | 0,506          |
| Rotondella Island     | 28° 52′ 21″ S, 113° 59′ 45″ O | Pelsaert Group |                   | 0,088          |
| Sandy Island          | 28° 46′ 31″ S, 113° 47′ 8″ O  | Easter Group   |                   | 1,757          |
| Saville-Kent Island   | 28° 27′ 56″ S, 113° 48′ 27″ O | Wallabi Group  |                   | 0,517          |
| Seagull Island        | 28° 27′ 29″ S, 113° 42′ 52″ O | Wallabi Group  |                   | 7,713          |
| Seal Island           | 28° 29′ 1″ S, 113° 48′ 7″ O   | Wallabi Group  |                   | 0,857          |
| Second Sister         | 28° 29′ 8″ S, 113° 44′ 25″ O  | Wallabi Group  |                   | 0,086          |
| Serventy Island       | 28° 40′ 59″ S, 113° 49′ 52″ O | Easter Group   |                   | 13,565         |
| Shag Rock             | 28° 28′ 32″ S, 113° 42′ 43″ O | Wallabi Group  |                   | 0,091          |
| Shearwater Island     | 28° 43′ 56″ S, 113° 49′ 29″ O | Easter Group   |                   | 0,295          |
| Sid Liddon Island     | 28° 54′ 40″ S, 113° 51′ 49″ O | Pelsaert Group | Numbered Islands  | 0,881          |
| Square Island         | 28° 54′ 7″ S, 113° 56′ 38″ O  | Pelsaert Group |                   | 0,758          |
| Stick Island          | 28° 53′ 22″ S, 113° 55′ 11″ O | Pelsaert Group |                   | 2,423          |
| Stokes Island         | 28° 40′ 30″ S, 113° 51′ 2″ O  | Easter Group   | Eastern Islands   | 4,905          |
| Suomi Island          | 28° 42′ 45″ S, 113° 50′ 17″ O | Easter Group   |                   | 19,765         |
| Sweet Island          | 28° 55′ 1″ S, 113° 52′ 17″ O  | Pelsaert Group | Numbered Islands  | 2,145          |
| Tapani Island         | 28° 40′ 30″ S, 113° 51′ 16″ O | Easter Group   | Eastern Islands   | 0,909          |
| Tattler Island        | 28° 28′ 10″ S, 113° 42′ 22″ O | Wallabi Group  |                   | 0,626          |
| The Coral Patches     | 28° 51′ 11″ S, 114° 1′ 7″ O   | Pelsaert Group | The Coral Patches | 0,576          |
| Third Sister          | 28° 29′ 46″ S, 113° 44′ 23″ O | Wallabi Group  |                   | 0,241          |
| Traitors Island       | 28° 29′ 6″ S, 113° 46′ 57″ O  | Wallabi Group  |                   | 0,098          |
| Travia Island         | 28° 51′ 49″ S, 113° 59′ 18″ O | Pelsaert Group |                   | 0,300          |
| Turnstone Island      | 28° 27′ 9″ S, 113° 42′ 57″ O  | Wallabi Group  |                   | 1,415          |
| Uncle Margie Island   | 28° 52′ 4″ S, 113° 57′ 59″ O  | Pelsaert Group |                   | 1,550          |
| Wann Island           | 28° 28′ 19″ S, 113° 45′ 45″ O | Wallabi Group  |                   | 0,077          |
| West Wallabi Island   | 28° 28′ 3″ S, 113° 41′ 12″ O  | Wallabi Group  |                   | 621,049        |
| White Bank            | 28° 42′ 10″ S, 113° 46′ 30″ O | Easter Group   |                   | 0,314          |
| White Island          | 28° 40′ 16″ S, 113° 52′ 30″ O | Easter Group   | Eastern Islands   | 7,051          |
| Wooded Island         | 28° 45′ 7″ S, 113° 48′ 20″ O  | Easter Group   |                   | 19,102         |